# American Journal of Mathematics
American Journal of Mathematics — математичний журнал, який випускається раз у два місяці Університетом Джонса Гопкінса.

## Історія
American Journal of Mathematics є найстарішим математичним журналом в США, що безперервно публікується. Журнал було засновано в 1878 році в Університеті Джонса Гопкінса, математиком англійського походження Джеймсом Джозефом Сильвестром, який також працював головним редактором журналу від часу його створення до початку 1884 року. Спочатку помічником редактора був Вільям Едвард Сторі; згодом, в 1880 році його замінив Томас Крейг (математик). На момент сьомого видання, головним редактором став Саймон Ньюком під управлінням Крейга до 1894 року. Потім, починаючи з 16 видання, журнал був «під редакцією Томаса Крейга зі співробітництвом Саймона Ньюкомба» до 1898 року.
Інші відомі математики, які працювали редакторами, й редакційні однодумці журналу: Оскар Зарицький, Ларс Альфорс, Герман Вейль, Вей Лян Чоу, Ш. Ш. Черн, Андре Вейль, Харіш-Чандра, Жан Д'єдонне, Анрі Картан, Стівен Смейл, Джун-Ічі Ігуза і Джозеф А. Шаліка.

## Область застосування та фактор впливу
American Journal of Mathematics є неспеціалізованим математичним журналом, що охоплює всі основні галузі сучасної математики. Згідно з Journal Citation Reports, у 2009 році коефіцієнт впливовості журналу становив 1.337, займаючи 22-ге з 255 місць в категорії журналів «Математика».

## Редактори
Станом на червень 2012, редакторами є Крістофер Содж, головний редактор (Університет Джонса Хопкінса), Вільям Мінікоззі (Массачусетський технологічний інститут), Фрейдон Шахіді (Університет Пердью) і Вячеслав Шокуров (Університет Джонса Хопкінса).